# Shamil Magomedov
Pas d'image ? Cliquez ici

a Compétitions nationales et continentales officielles uniquement.

b Matchs officiels uniquement.
Dernière mise à jour le 05/08/2021.
Chamil Magomedov (en russe : Шамиль Магомедов), né le 17 avril 1987, est un joueur russe de rugby à XV qui évolue au poste de talonneur. 

## Biographie
Natif de Makhatchkala, il commence le rugby au sein de l'école de rugby du Daghestan. Il commence ensuite sa carrière professionnelle au sein du RC Kouban Krasnodar, mais doit quitter le club au terme de la saison 2013, celui-ci n'étant plus à même de continuer dans le monde professionnel. Il signe ainsi au sein du Ienisseï-STM.
En 2016, il connaît sa première sélection avec la Russie. La même année, il débute en Challenge Cup avec le Ienisseï-STM. Dans sa carrière, il joue à 18 reprises en Challenge Cup. Après être resté plusieurs saisons sans être convoqué, il rejoint de nouveau la sélection russe en 2020, et à cette occasion inscrit un essai face à la Roumanie

## Palmarès
- Championnat de Russie de rugby à XV 2014, 2016, 2017, 2018, 2019, 2021
- Supercoupe de Russie de rugby à XV 2014
- Bouclier continental de rugby à XV, 2016-2017, 2017-2018, 2018-2019
- Coupe de Russie de rugby à XV 2014, 2016, 2017, 2020

## Statistiques

### En sélection
| Année | Compétition      | Matchs | Points | Essais | Transf. | Drops | Pénal. |
| ----- | ---------------- | ------ | ------ | ------ | ------- | ----- | ------ |
| 2016  | CEN D1 2014-2016 | 2      | -      | -      | -       | -     | -      |
| 2020  | REC 2020         | 2      | 5      | 1      | -       | -     | -      |
| 2021  | REC 2020         | 1      | -      | -      | -       | -     | -      |
| 2021  | REC 2021         | 3      | -      | -      | -       | -     | -      |
| Total | Total            | 8      | 5      | 1      | -       | -     | -      |

| Essai | Adversaire | Lieu                    | Compétition | Date        | Résultat | Score |
| ----- | ---------- | ----------------------- | ----------- | ----------- | -------- | ----- |
| 1     | Roumanie   | Stade Kouban, Krasnodar | REC 2020    | 7 mars 2020 | Victoire | 32-25 |